# Jagodna
Jagodna is een plaats in de gemeente Jelsa in de Kroatische provincie Split-Dalmatië. De plaats telt inwoners (2001).